# Lamere
Lamere is een bestuurslaag in het regentschap Bima van de provincie West-Nusa Tenggara, Indonesië. Lamere telt 1837 inwoners (volkstelling 2010).